# 下費爾德巴赫河
47°30′55″N 8°40′47″E / 47.51521°N 8.67986°E
下費爾德巴赫河是瑞士的河流，位於該國北部，流經蘇黎世州，屬於特斯河的左支流，河道全長1.6公里，流域面積1.7平方公里，河畔城鎮有溫特圖爾。